# The Endless Summer Tour
The Endless Summer Tour fue la tercera gira de la artista estadounidense Lana del Rey en apoyo de su tercer álbum de estudio, Ultraviolence (2014). La gira comenzó el 7 de mayo de 2015 en The Woodlands, Texas, y concluyó el 16 de junio de 2015 en West Palm Beach, Florida , con un total de veinte conciertos a lo largo de dos meses. 
Los ocho primeros shows de la gira contaron con la cantante de rock estadounidense Courtney Love como telonera.
La primera etapa de la gira fue anunciada en diciembre de 2014 y visito diecisiete ciudades en Norteamérica entre mayo y junio de 2015.

## Desarrollo
En el estreno de su corto, Tropico, en diciembre de 2013, anunció el título de su tercer álbum de estudio, Ultraviolence, para el año siguiente. Precedido por los sencillos «West Coast» y «Shades of Cool», Ultraviolence debutó en el número uno en el Billboard 200 en Estados Unidos, con ventas de 182 000 copias, convirtiéndose en el primer álbum de Del Rey en alcanzar esa posición.
Después Del Rey concluyó su gira de dos años en apoyo de su segundo álbum de estudio, Born to Die, y tercer EP, Paradise, con dos espectáculos en el Hollywood Forever Cemetery en octubre de 2014, hubo mucha especulación de una próxima gira en apoyo del último álbum de estudio de la cantante.
El 29 de noviembre de 2014, la cantante y compositora Courtney Love, exvocalista de la banda de punk rock alternativo Hole, publicó un tuit haciendo alusión a una colaboración con Del Rey, lo que llevó a algunos a creer que el Love y Del Rey estaban grabando música juntas. El 1 de diciembre, sin embargo, Del Rey anunció públicamente la gira, afirmando que Love sería telonera de los primeros ocho espectáculos.

## Lista de canciones
Esta lista de canciones es representativa del concierto del 7 de mayo de 2015 en The Woodlands, Texas . No incluye todas las fechas de la gira.
1. "Cruel World" (with "Sleep Walk" intro)
2. "Cola"
3. "Blue Jeans"
4. "West Coast"
5. "Us Against the World"
6. "Born to Die"
7. "Ultraviolence"
8. "Summertime Sadness"
9. "Chelsea Hotel No. 2"
10. "Brooklyn Baby"
11. "Shades of Cool"
12. "You Can Be the Boss"
13. "Serial Killer"
14. "Video Games"
15. "Why Don't You Do Right?"
16. "Off to the Races"

## Fechas de la gira
| Fecha               | Ciudad            | País              | Lugar                            | Acto de apertura  | Asistencia        | Recaudación       |
| América del Norte   | América del Norte | América del Norte | América del Norte                | América del Norte | América del Norte | América del Norte |
| ------------------- | ----------------- | ----------------- | -------------------------------- | ----------------- | ----------------- | ----------------- |
| 7 de mayo de 2015   | The Woodlands     | Estados Unidos    | Cynthia Woods Mitchell Pavilion  | Courtney Love     | —                 | —                 |
| 9 de mayo de 2015   | Dallas            | Estados Unidos    | Gexa Energy Pavilion             | Courtney Love     | Cancelado         | Cancelado         |
| 12 de mayo de 2015  | Morrison          | Estados Unidos    | Red Rocks Amphitheatre           | Courtney Love     | —                 | —                 |
| 14 de mayo de 2015  | Phoenix           | Estados Unidos    | Ak-Chin Pavilion                 | Courtney Love     | —                 | —                 |
| 16 de mayo de 2015  | Chula Vista       | Estados Unidos    | Sleep Train Amphitheatre         | Courtney Love     | —                 | —                 |
| 18 de mayo de 2015  | Los Ángeles       | Estados Unidos    | Hollywood Bowl                   | Courtney Love     | —                 | —                 |
| 20 de mayo de 2015  | Mountain View     | Estados Unidos    | Shoreline Amphitheatre           | Courtney Love     | —                 | —                 |
| 22 de mayo de 2015  | Ridgefield        | Estados Unidos    | Sleep Country Amphitheater       | Courtney Love     | —                 | —                 |
| 28 de mayo de 2015  | Noblesville       | Estados Unidos    | Klipsch Music Center             | Grimes            | —                 | —                 |
| 30 de mayo de 2015  | Tinley Park       | Estados Unidos    | First Midwest Bank Amphitheatre  | Grimes            | —                 | —                 |
| 31 de mayo de 2015  | Clarkston         | Estados Unidos    | DTE Energy Music Theatre         | Grimes            | —                 | —                 |
| 3 de junio de 2015  | Toronto           | Canadá            | Molson Canadian Amphitheatre     | Grimes            | —                 | —                 |
| 4 de junio de 2015  | Montreal          | Canadá            | Centre Bell                      | Grimes            | —                 | —                 |
| 11 de junio de 2015 | Bristow           | Estados Unidos    | Jiffy Lube Live                  | Grimes            | —                 | —                 |
| 13 de junio de 2015 | Charlotte         | Estados Unidos    | PNC Music Pavilion               | Grimes            | —                 | —                 |
| 14 de junio de 2015 | Atlanta           | Estados Unidos    | Aaron's Amphitheatre at Lakewood | Grimes            | —                 | —                 |
| 16 de junio de 2015 | West Palm Beach   | Estados Unidos    | Cruzan Amphitheatre              | Grimes            | —                 | —                 |